# Storthyngurella menziesi
Storthyngurella menziesi is een pissebed uit de familie Munnopsidae. De wetenschappelijke naam van de soort is voor het eerst geldig gepubliceerd in 1999 door Malyutina.